# Kígyófejű hal
A kígyófejű hal vagy afrikai sokúszós angolna (Erpetoichthys calabaricus) a csontos halak (Osteichthyes) főosztályának sugarasúszójú halak (Actinopterygii) osztályának sokúszóscsuka-alakúak (Polypteriformes) rendjébe és a sokúszós csukafélék (Polypteriformes) családjába tartozó faj Erpetoichthys nemének egyetlen képviselője. A nemzetség neve a görög erpeton (csúszó-mászó) és ichthys (hal) szavakból származik. A nemzetség Calamoichthys néven is ismert.

## Előfordulása
Afrikában, Nigéria és a Kongó medencéjében honos, Ázsiában is igen elterjedt. Lassan folyó, sós vagy langymeleg (22-28 °C) vízben él. Tüdőjével szükség esetén a légköri levegőt is hasznosítja (tehát túlélhet akkor is, amikor a víz oldott oxigéntartalma lecsökken), olyannyira, hogy egy ideig a szárazon is életben maradhat. Éjszakai ragadozó; főként tápláléka gyűrűsférgeket, laposférgeket, rákokat és rovarokat eszik.

## Megjelenése
Testhossza a 90 centimétert is elérheti. Alakja igen hasonlít a vízisiklóéhoz, főleg a kopoltyúk különböztetik meg őket. Testszíne változó árnyalatú sötétbarna egészen a világosbarnáig.

## Akváriumi tartása
Mutatós akváriumi hal. Békés, ugyanakkor kíváncsi természetű. Nagy termete ellenére kisebb lakótársai az élelemért vagy lakótérért vívott küzdelemben sokszor háttérbe szorítják. Különleges figyelmet kell fordítani az akvárium lefedésére, mert a kígyófejű hal hajlamos a víz felszínén siklani, és időnként felugorva ki is ugorhat az akváriumból.
Bár éjszakai életet él, napközben könnyen előcsalogathatjuk egy kis étellel. Erre kiváló a tubifex vagy lumbricina.

## Fordítás
- Ez a szócikk részben vagy egészben  a   Reedfish című angol Wikipédia-szócikk fordításán alapul.  Az eredeti cikk szerkesztőit annak laptörténete sorolja fel. Ez a jelzés csupán a megfogalmazás eredetét és a szerzői jogokat jelzi, nem szolgál a cikkben szereplő információk forrásmegjelöléseként.